# Колокольников, Владимир Васильевич
Владимир Васильевич Колоко́льников (1871 — ?) — политический и общественный деятель, коллежский асессор, лесной ревизор, член Государственной Думы Российской Империи II созыва от Тобольской губернии.

## Биография
Родился в 1871 году в городе Верном Верненский округ Семиреченской области в семье титулярного советника Василия Колокольникова, занимавшего должность журналиста Тюменского приказа о ссыльных.
Окончил Тюменское реальное училище. Обучался в Санкт-Петербургском лесном институте в качестве вольнослушателя, но был исключён из него за участие в студенческих беспорядках в марте 1890 года. 4 апреля 1890 года из Санкт-Петербурга выехал в Тюмень, где проживал за речкой Тюменкой в доме Рыбиной.
В 1890 году за ним был установлен негласный надзор полиции и 6 сентября надзор был снят. Ни в чём предосудительном в политическом отношении замечен не был.
Весной 1891 года подал прошение о восстановлении его в Лесном институте и после проверки благонадёжности был восстановлен.
Служил в тюменском самоуправлении десятником по устройству мостов и мостовых.
Работал статистиком по обследованию Ялуторовского уезда. Служил по лесному ведомству в Ялуторовском, Курганском, Тюменском, Тобольском и Тарском уездах Тобольской губернии.

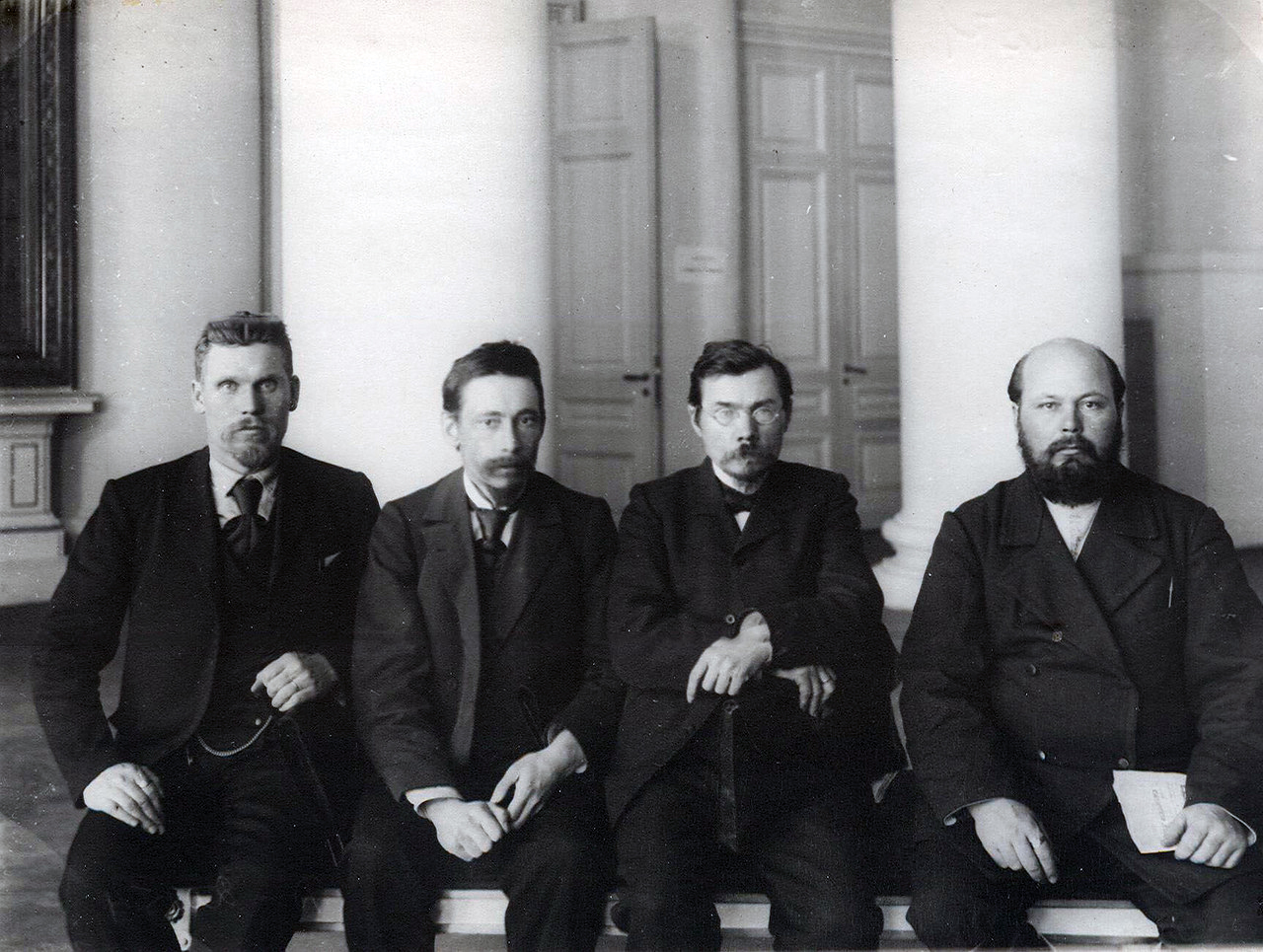
Депутаты II Государственной Думы от Тобольской губернии: Т. В. Алексеев, В. В. Колокольников, Н. Л. Скалозубов, Ф. И. Байдаков. 1907

Преподавал в Курганской лесной школе за 2500 рублей в год. Был действительным членом Тобольского губернского музея.
В 1897—1899 годах был действительным членом I отдела Тобольского Императорского Московского общества сельского хозяйства, где был выбран в комиссии по вопросу о воспособлении местной кустарной промышленности и по вопросу об устройстве библиотеки отдела.
В 1900 году за ним был вновь установлен негласный надзор полиции за принадлежность к существовавшему в городе Тюмени кружку вредного направления. Надзор был снят в 1901 году.
В 1901—1905 годах был казначеем Тобольского губернского музея.
В 1903 году председатель исполнительной комиссии по устройству народных чтений Тобольскому уездному комитету попечительства о народной трезвости.
В 1904 году стал секретарём, а затем членом Комитета по оказанию помощи семейств чинов запаса, призванных в действующую армию от Тобольской губернии во время Русско-Японской войны. Для этого комитета пожертвовал 4 рубля 84 копейки.
В 1904 году член исполнительной комиссии по устройству народных чтений и заведующий народной библиотекой Тобольского уездного комитета попечительства о народной трезвости.
В 1904 году пожертвовал 2 рубля в первый день Святой Пасхи в пользу Александровского детского приюта и Попечительного о бедных общества.
В 1904 году состоял членом исполнительной комиссии по заведованию Тобольским городским домом трудолюбия.
21 апреля 1905 года избран в числе 10 человек членом комиссии для более подробного и всестороннего обсуждения желательных мер к улучшению правового и материального положения учителей и учительниц в связи с общими условиями русской жизни и условиями профессиональной деятельности. За Колокольникова было отдано 23 голоса.
В июне 1905 года в городе Тобольске участвовал в частном совещании в обсуждении вопросов улучшения положения приказчиков, где был избран как особый полномочный.

Тобольский лесничий В. В. Колокольников получил новое назначение — и.д. лесного ревизора в г. Тару.
Его отъезд будет очень чувствительной потерей для общественной жизни Тобольска. В. В. Колокольников участвует почти во всех наших культурно-просветительных обществах и не скоро на его место найдётся другой такой же энергичный и преданный взятому на себя делу человек. Его отъезд был бы ощутителен и для другого более богатого деятельными людьми города, чем наш Тобольск, для нашего же города его отъезд долго будет давать себя знать.

В октябре 1905 года подписал ходатайство об открытии в Таре филиала «Общества взаимного вспомоществования учащим и учившим в учебных заведениях Тобольской губернии».
В 1906 году за участие в революционном движении отбывал наказание. Позже требовал о полной амнистии всех политических преступников.
В 1906 году работал лесным ревизором VII района в городе Таре в Министерстве земледелия и государственного имущества.

Разъезжая в уезде по делам службы перед населением не высказывал ни каких противоправительственных идей… Я убедился, что он сторонник партии социал демократической… Человек он по видимому мало общительный, в его квартире никогда не замечалось, чтобы собирались его знакомые.— Из секретного донесения Тобольскому губернатору от Тарского уездного исправника. 27 января 1906 года
В 1906—1907 годах был секретарём правления «Тарского общества потребителей».
В 1907 году в городе Таре был председателем «Тарского сельскохозяйственного общества» и действительным членом по избранию Тобольского губернского статистического комитета от города Тары.
16 января 1907 года выступает с докладом в Государственной Думе об экономическом положении Дальнего Востока.
В январе 1907 года избран Тобольским губернским выборщиком. Был левого направления.
В понедельник 12 февраля 1907 года в помещении Тобольского окружного суда происходили выборы членов Государственной Думы и в губернских выборах от городов Тобольской губернии из города Тары победил с большинством голосов (34 голоса). По другим данным 35 голосов. Избран в депутаты как беспартийный прогрессист, примыкающий к программе народно-социалистической партии. Народный социалист прогрессивных взглядов. Работал в финансовой комиссии.
В феврале 1907 года во время проводов его в Санкт-Петербург, выступил с небольшой речью: «Цель второй думы — это добиться, во чтобы-то ни стало учредительного собрания; дума должна выработать законопроект о выборах по четырёхчленной формуле и затем должна разойтись; свободы должны быть взяты силой, если их не дают добровольно. Амнистия пострадавшим за дело свободы — это тоже одна из первых задач думы».
13 марта 1907 года избран членом в финансовую комиссию Государственной думы.
21 мая 1907 года выступил в думе с особым мнением об установлении временных подесятинных окладов государственного поземельного налога для земель в Туркестанском крае.
В конце мая 1907 года прислал для передачи в Тобольский музей коллекции документов, раздаваемых членам думы при обсуждении каких либо вопросов. Помимо этого прислал и все письма, записки и даже визитные карточки, полученные им, как членом Государственной думы.
Постоянно вёл переписку с избирателями (о переселенцах Кустанайского уезда и продаже земельного надела, о размере пахотной земли и прочем).
Был одним из инициаторов создания Сибирской парламентской группы в Государственной Думе. По поводу образования группы сказал:

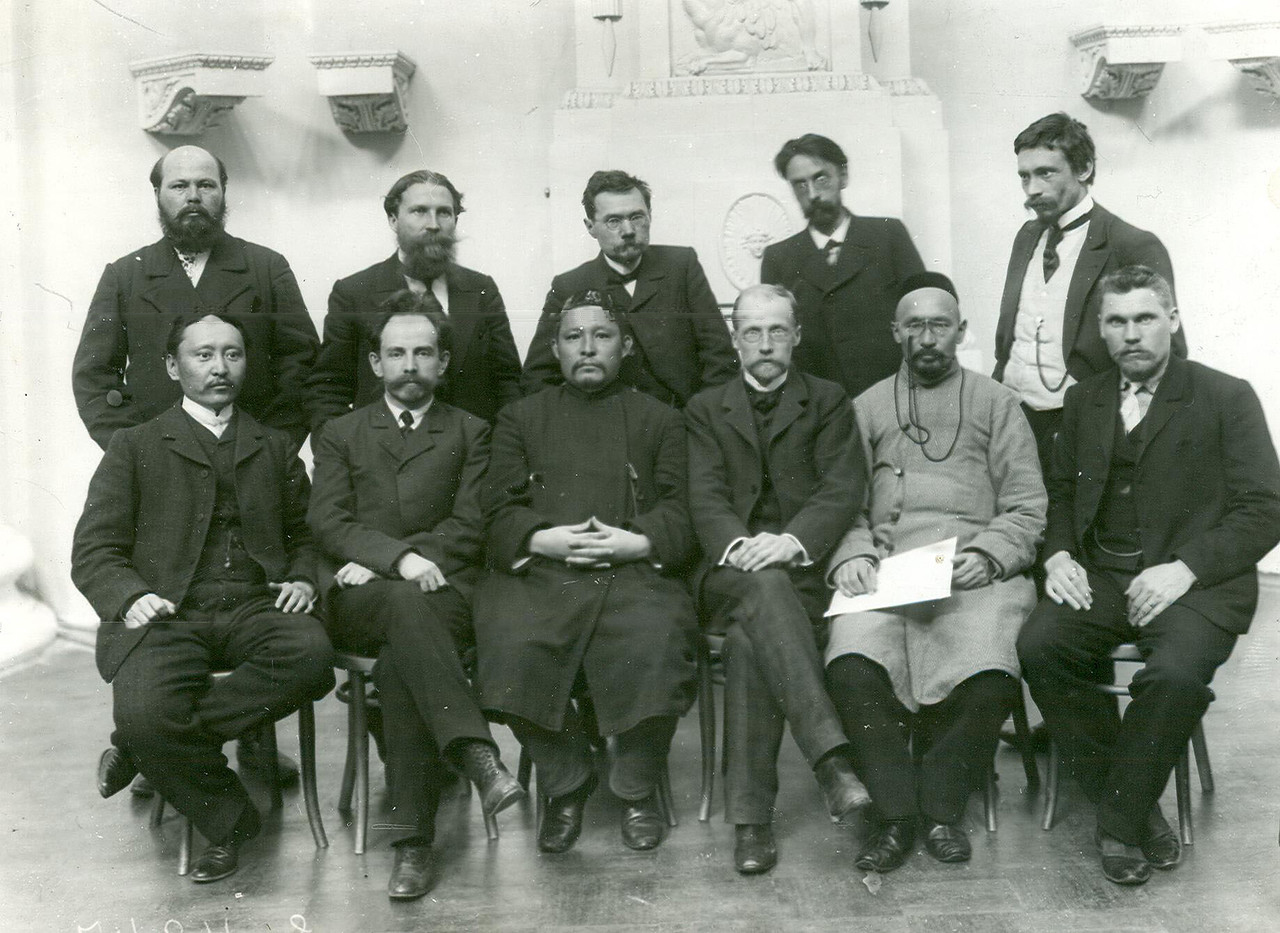
В. В. Колокольников последний во втором ряду. 1907

Есть течение образовать в Петербурге организационное бюро особой… сибирской партии, которая имела бы разветвления в Сибири, где, в конце концов, и должен быть комитет общесибирской партии

Стал членом Сибирской парламентской группы, где был избран секретарём-казначеем. Сотрудничал с изданием «Сибирские вопросы», выходящим в Петербурге. Написал труды по описанию жизни башкир, о горных заводах Уральского хребта.
По гражданскому ведомству имел чин коллежского асессора.
В июле 1908 года приехал в Тобольск. Позже переехал из Тобольска.
На 1 января 1909 года состоял иногородним действительным членом Тобольского губернского музея.
Дальнейшая судьба неизвестна.

## Память
В сентябре 1905 года при Тобольском женском двуклассном училище была учреждена стипендия имени В. В. Колокольникова.